# Festival Internacional de Cinema de Hong Kong

El Festival Internacional de Cinema de Hong Kong (HKIFF) és un dels festivals internacionals de cinema més antics d'Àsia. Fundat el 1976, el festival compta amb diferents pel·lícules i cineastes internacionals i té lloc a Hong Kong. Projecta al voltant de 230 pel·lícules de més de 60 països en diferents espais culturals en cada edició. Les noves pel·lícules es presenten com a estrenes de gala, amb els directors i el repartiment desfilant per la catifa vermella.

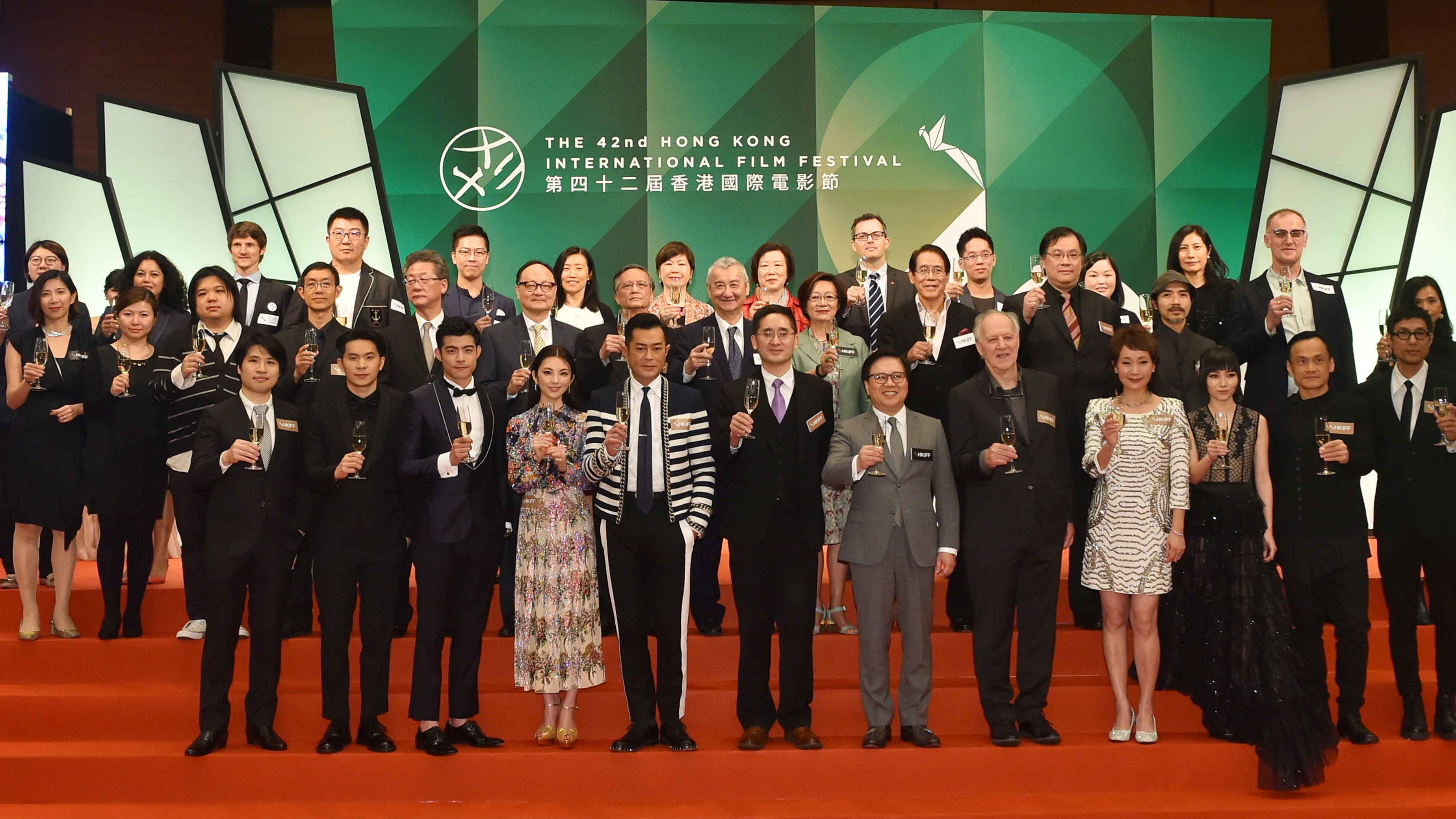
Inauguració del 42è Festival Internacional de Cinema de Hong Kong

## Història
Organitzat pel Consell Urbà i el Departament de Serveis d'Oci i Culturals de 1977 a 2001, i pel Consell de Desenvolupament de les Arts de Hong Kong de 2002 a 2004, HKIFF es va convertir oficialment en una organització benèfica independent amb el nom de Hong Kong International Film Festival Society Limited després de la seva 28a edició. El govern de Hong Kong ha continuat subvencionant el festival mitjançant l'oferta d'espais i el finançament parcial.
Des del 2012, el festival va produir i estrenar antologies de curtmetratges realitzats per reconeguts cineastes d'Àsia, com Ann Hui, Kiyoshi Kurosawa, Jia Zhangke, Brillante Mendoza, Hideo Nakata, Tsai Ming-liang i Apichatpong Weerasethakul. El 2017 va començar a col·laborar amb Heyi Pictures per a produir dos llargmetratges a l'any de joves cineastes xinesos que hi fan les seves estrenes mundials.